# Melvin Turpin
Pour les articles homonymes, voir Turpin.
Melvin Harrison Turpin, né le 28 décembre 1960 à Lexington au Kentucky et mort le 10 juillet 2010 dans la même ville, est un joueur américain de basket-ball.

## Biographie
Il joue au niveau universitaire pour les Wildcats du Kentucky et atteint le Final Four du tournoi NCAA en 1984. Il est ensuite sélectionné en 6e position de la Draft 1984 de la NBA par les Bullets de Washington. Sa carrière professionnelle est ensuite marquée par des problèmes de poids et il prend sa retraite après seulement cinq saisons passées avec les Cavaliers de Cleveland, le Jazz de l'Utah et les Bullets. Il est considéré comme l'une des plus grosses déceptions d'une année de draft qui comportait les futurs stars Hakeem Olajuwon, Michael Jordan, Charles Barkley et John Stockton. Il participe au total à 361 parties en NBA et marque en moyenne 8 points par match. Avant sa dernière saison, il passe une année en Espagne avec le club de CAI Zaragoza.
Pendant les années 2000, il travaille comme agent de sécurité dans une concession Nissan. Le 8 juillet 2010, il se suicide avec une arme à feu dans sa maison de Lexington à l'âge de 49 ans.